# Markt Erlbach
Markt Erlbach es un municipio situado en el distrito de Neustadt an der Aisch-Bad Windsheim, en el estado federado de Baviera (Alemania). Tiene una población estimada, a mediados de 2024, de 5792 habitantes.